# Pallacanestro Olimpia Milano 1965-1966
Questa voce raccoglie le informazioni riguardanti la Pallacanestro Olimpia Milano nelle competizioni ufficiali della stagione 1965-1966.

## Verdetti stagionali
- Serie A 1965-1966:

stagione regolare: 1ª classificata su 12 squadre (19 partite vinte su 22) 
spareggio: Vincente. Campione d'Italia  (17º titolo)
- Coppa dei Campioni: Vincitrice (1º titolo)

## Stagione
L'Olimpia, sponsorizzata Simmenthal e guidata da Cesare Rubini termina il Campionato a pari punti con la Ignis Varese, si rende così necessario uno spareggio che si tiene a Roma e che vede i milanesi soccombere per 59 a 74. La partita viene però annullata e riassegnata a tavolino per 2 a 0 all'Olimpia per una irregolarità nella posizione del giocatore varesino Gennari. La squadra milanese conquista così il titolo.
In Coppa Campioni supera tutti gli avversari e giunge alle final four di Bologna. In semifinale il 31 marzo 1966 affronta e supera 68 a 57 i Moscoviti dell'Armata Rossa battendo il giorno successivo i cecoslovacchi dello Slavia Praga 77 a 72 e diventando la prima squadra italiana a vincere il titolo.

## Roster

Bill Bradley durante la finale di Coppa dei Campioni

| Nazionalità | Nominativo          |
| ----------- | ------------------- |
| Italia      | Marco Binda         |
| Stati Uniti | Bill Bradley        |
| Italia      | Gnocchi             |
| Italia      | Giulio Iellini      |
| Italia      | Franco Longhi       |
| Italia      | Massimo Masini      |
| Italia      | Giandomenico Ongaro |
| Italia      | Gianfranco Pieri    |
| Italia      | Sandro Riminucci    |
| Stati Uniti | Skip Thoren         |
| Italia      | Gabriele Vianello   |

## Mercato
Dalla stagione 1965-1966 la Federazione abroga il divieto di utilizzare giocatori stranieri limitandone comunque il numero a uno. L'Olimpia schiera il centro statunitense Skip Thoren mentre in Coppa dei Campioni, dove non vige tale limite, schiera anche Bill Bradley.

## Staff Tecnico
- Allenatore:  Cesare Rubini[1]